# 兵庫県庁舎
兵庫県庁舎（ひょうごけんちょうしゃ）は日本の都道府県の一つである兵庫県の政治を司る県庁が入居する庁舎の総称である。
所在地は兵庫県神戸市中央区下山手通5丁目10番1号。

## 概要
神戸市中央区の下山手通沿いに西から西館・1号館・2号館・3号館が立ち並ぶ。竣工時期は異なるが、2号館・3号館は1号館のデザインを踏襲しており（1号館・2号館は光安義光の設計）「三つ子」のように並び立っているのが大きな景観的特徴である。2号館と3号館の間に兵庫県議会の議会棟がある。
神戸市営地下鉄県庁前駅を挟んだ南側には1902年（明治35年）から1964年（昭和39年）まで本庁舎として使用されていた登録有形文化財の兵庫県公館（旧南庁舎）があり、迎賓館と県政資料館（公文書館に相当）が併設されている。

## 歴代庁舎の沿革

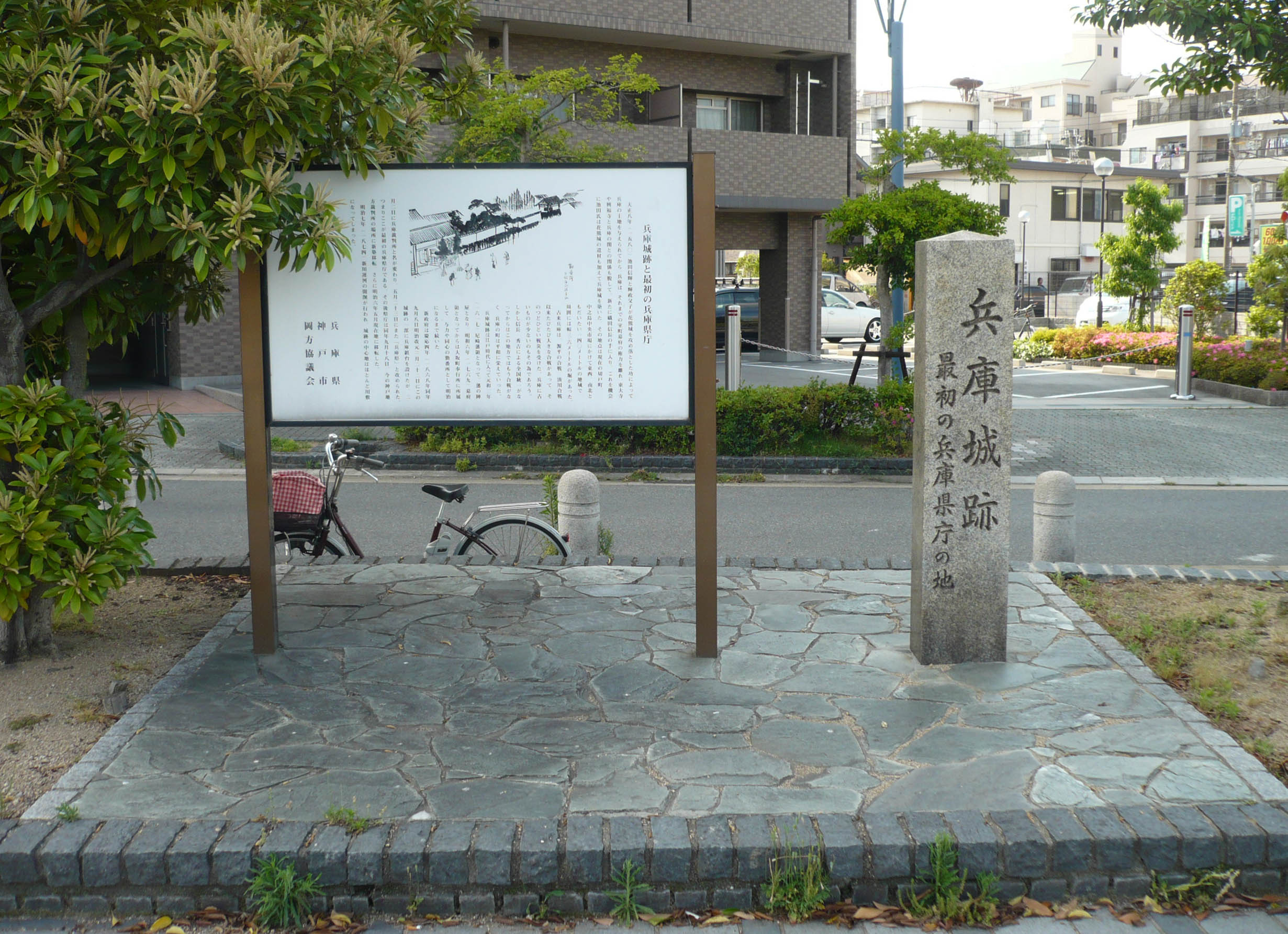
兵庫城跡。「最初の兵庫県庁の地」の石碑が建つ

### 初代庁舎（1868年5-9月）
兵庫県の県庁舎は1868年（慶応4年）5月23日に県（第1次）が成立した当初、現在の兵庫区中之島に在った旧大坂町奉行所の勤番所に置かれた。この地には現在「初代兵庫県庁」の石碑が設置されている。
兵庫県政150周年事業で復元され2021年11月3日に兵庫県立兵庫津ミュージアム・初代県庁館としてオープン。

### 2代目・3代目庁舎

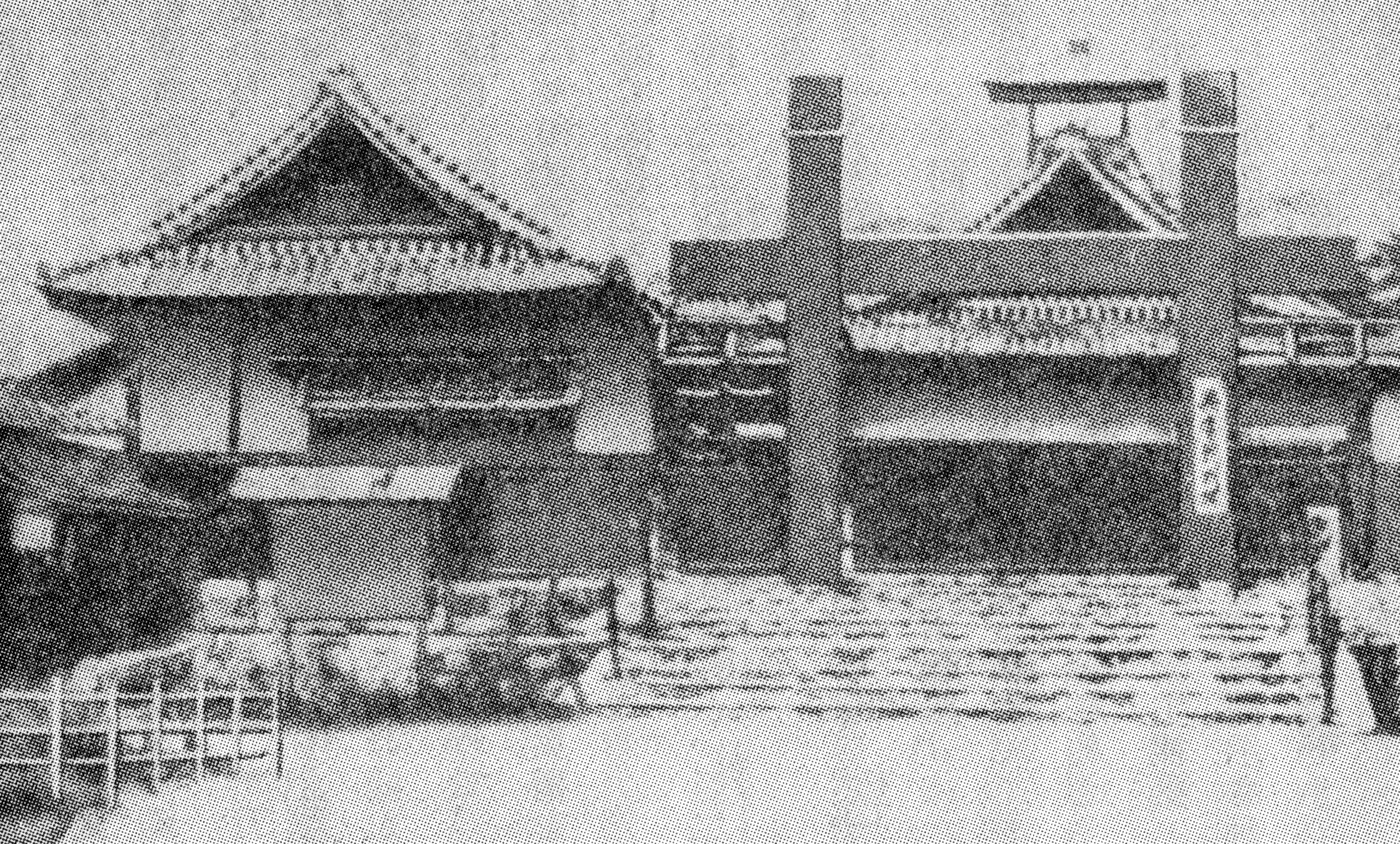
1868年竣工の2代目庁舎

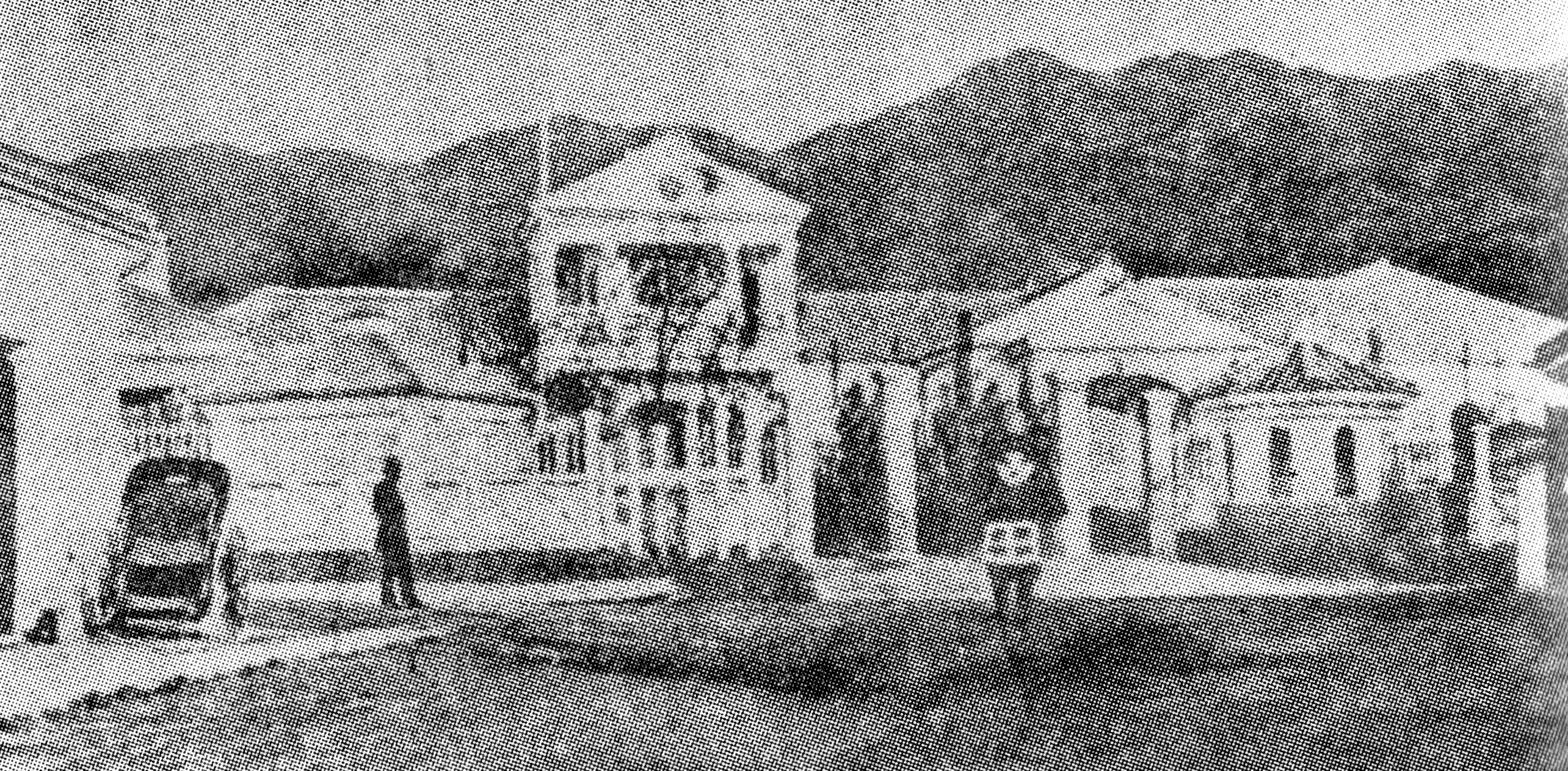
3代目庁舎（旧コルトハウス邸）

同年9月には坂本村（現在の中央区橘通、神戸地方裁判所所在地）に2代目庁舎を新築移転したが、1873年（明治6年）には県令神田孝平が合併により広大化した兵庫県の事務処理能力拡大と空白地域振興を画策し、下山手通にあった当時のオランダ領事コルトハウスの邸宅を購入して3代目庁舎とした。

### 4代目庁舎

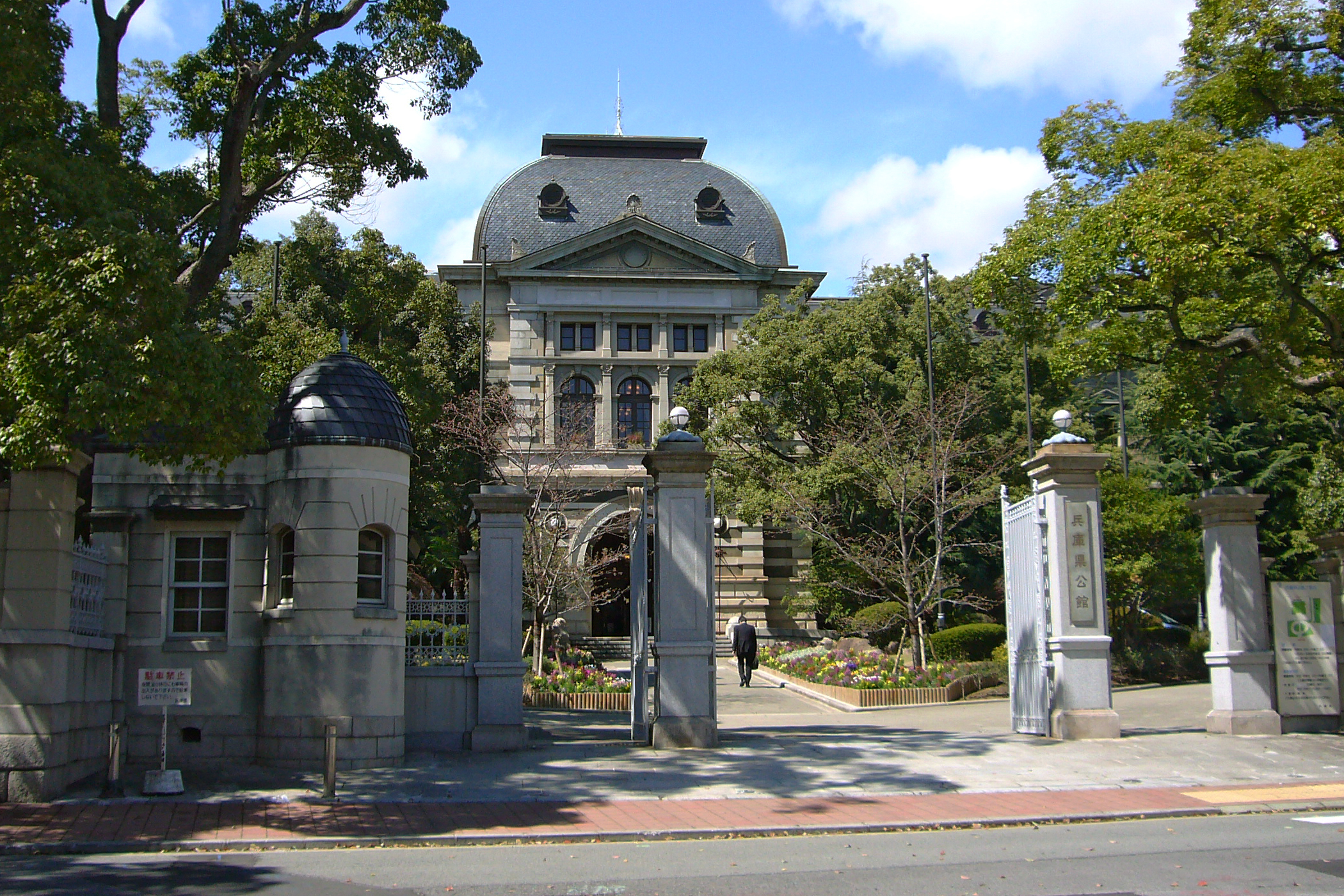
4代目庁舎（現：兵庫県公館）

服部一三県政下の1899年（明治32年）には、以降60年にわたり県政の中心地を担うこととなる山口半六設計の壮麗なルネッサンス様式の4代目庁舎が旧コルトハウス邸の3代目庁舎隣接地に起工し、1902年（明治35年）に落成して移転した。
山口半六設計の4代目県庁舎は1945年（昭和20年）3月17日の神戸大空襲で外壁のみを残して焼失し、1948年（昭和23年）から1952年（昭和27年）にかけて再建・改修された。しかし、元から広大な県土を有する県の事務は戦後復興の進展と共に増大し、4代目庁舎の向かいに在った県立第一神戸高等女学校（学制改革後、男子校の県立第一神戸中学校と統合・共学化して兵庫県立神戸高等学校となり灘区に移転）の校舎を借り上げた仮庁舎の周辺に11の分庁舎を設置するも、機能分散に伴うサービスの低下が問題となる。そのため、第一神戸高等女学校跡地に5代目となる新庁舎を建設する方針が1960年（昭和35年）に決定され、県庁内の組織として総合庁舎建設工事事務所が設置された。

### 5代目庁舎
5代目庁舎の設計は営繕課長の光安義光が「県の施設は県が設計する。外注はしない」とする方針の元で営繕課が行い、地上13階・地下2階の鉄骨鉄筋コンクリート造で1962年（昭和37年）7月に着工、1964年（昭和39年）6月の本庁舎落成・供用開始を経て1966年（昭和41年）3月に別館・西館部分を含めた第1期工事が竣工した。この5代目本庁舎落成に合わせ、旧本庁舎は「南庁舎」に改称された。
1970年（昭和45年）12月には第2期工事として2号館および議会棟が落成し、本庁舎が「1号館」に改称される。2号館の最上階には、日章旗と1号館の落成を記念して制定された兵庫県旗のレリーフが設置されている。南庁舎は1983年（昭和58年）に県庁舎としての使用を終えるが、大改造工事を経て1985年（昭和60年）に「兵庫県公館」と改称され、迎賓館および県政資料館として利用されている。1990年（平成2年）、2号館の議会棟を挟んだ東隣に3号館が竣工した。
1995年（平成7年）1月17日に発生した阪神・淡路大震災では、神戸市内の多くの建造物が大きな被害に見舞われた中で県庁舎の被害は比較的軽微に留まっている。
2003年（平成15年）、2号館屋上を芝生で覆って屋上緑化し「みどり展望園」として一般開放した。

### 6代目庁舎 整備計画
県は、本庁舎1号館・2号館・議事棟・県民会館・西館・別館の老朽化、耐震性の問題などから、大規模な再開発を計画している。
2019年9月3日、隈研吾をはじめとする建築事務所3社を再整備事業者に選定、概ね5年をかけて、商業施設を兼ねた新庁舎を、順次完成させていくとされた。
その後、知事の交替があり、いったん計画は撤回されたが、2024年に改めて再整備計画が示された。

## 施設

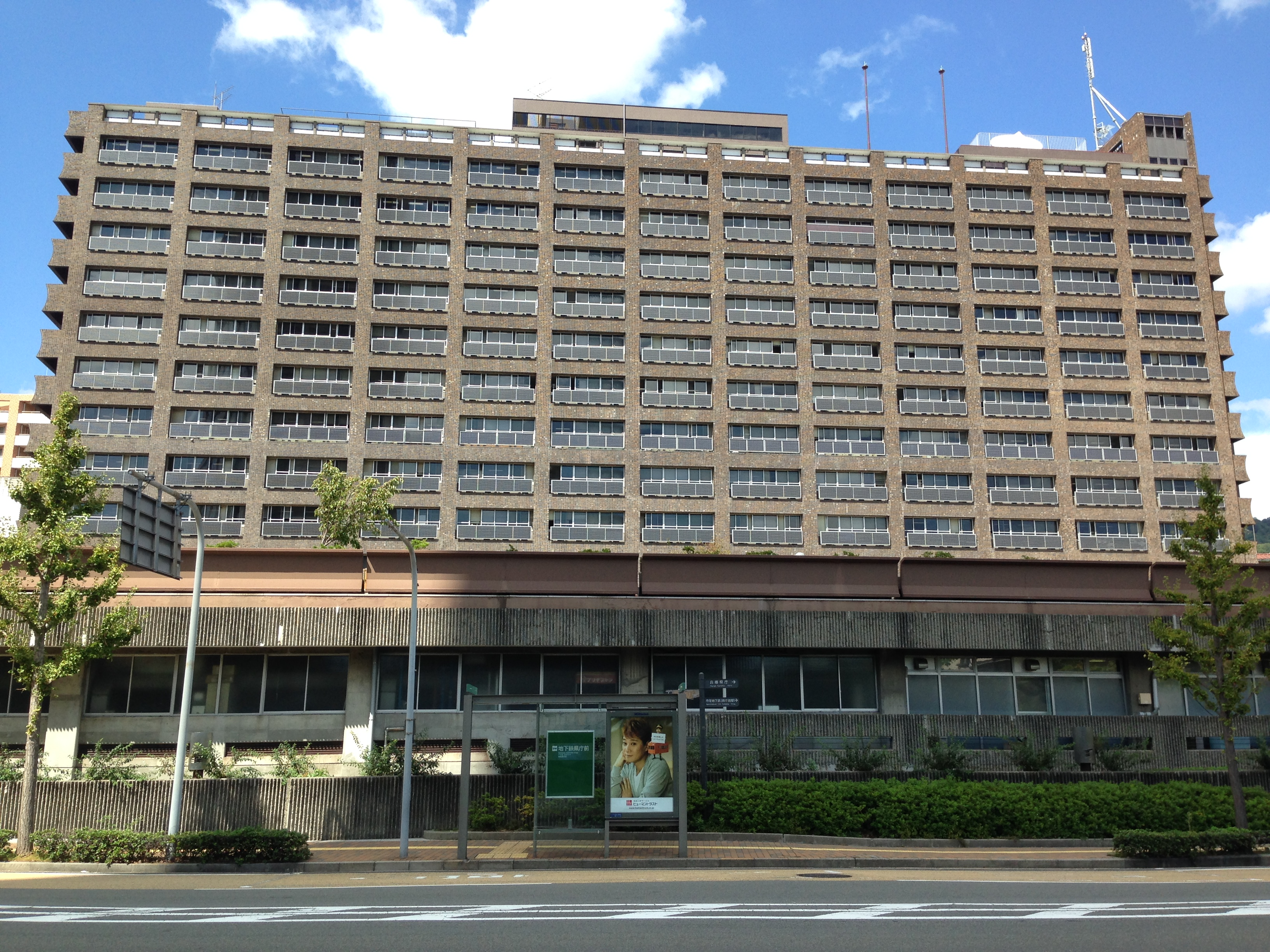
1号館（手前は別館）

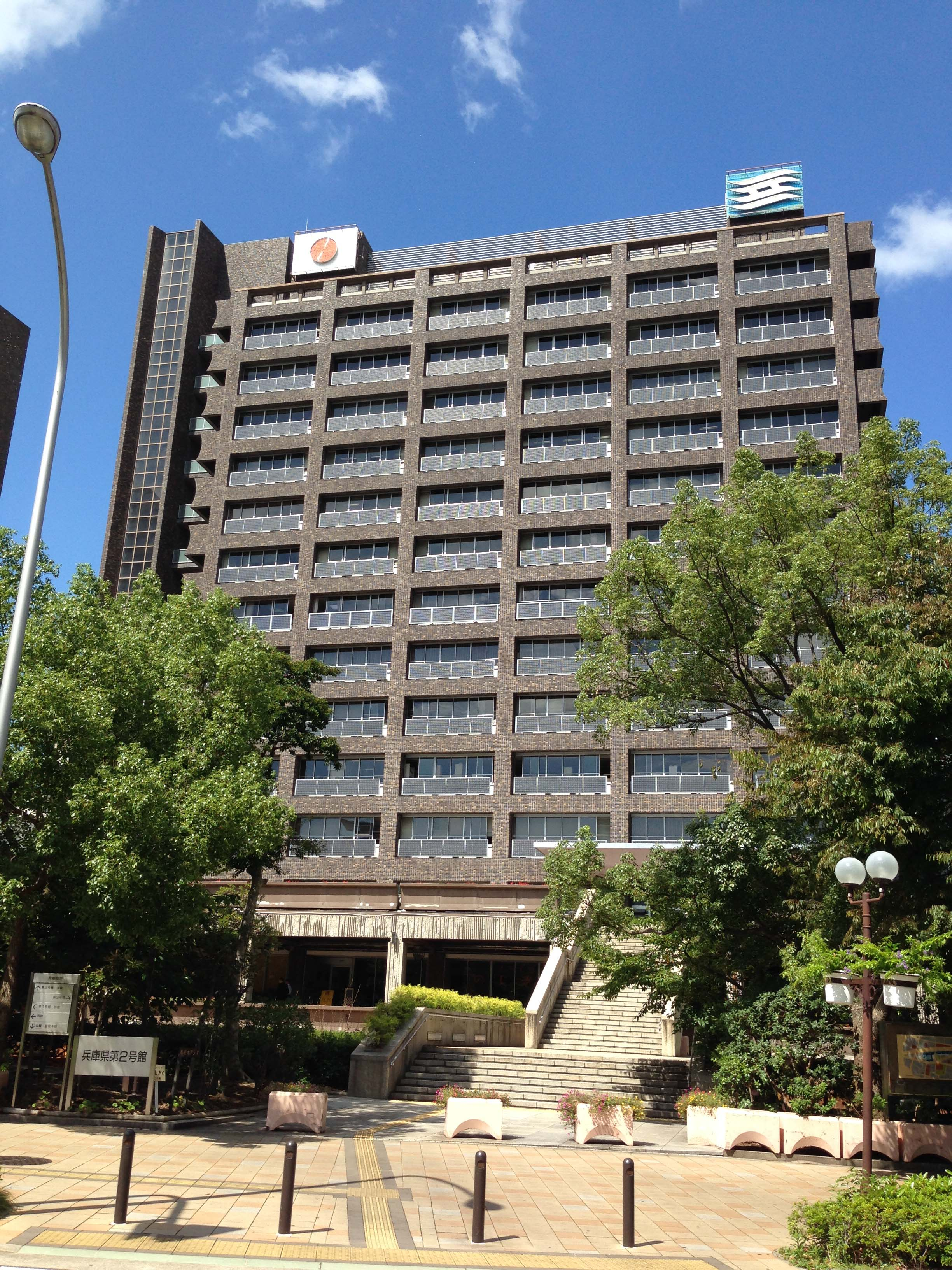
2号館

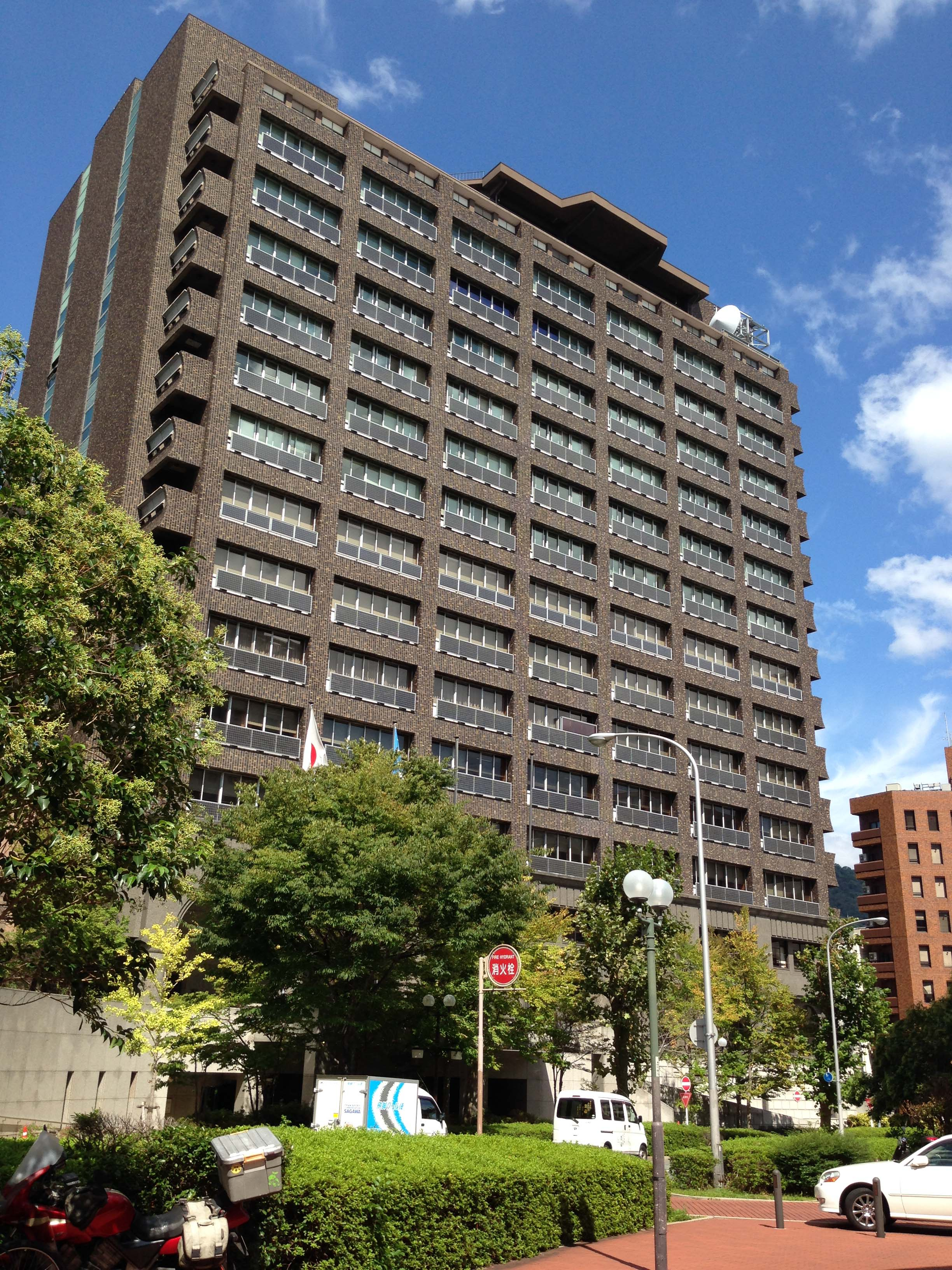
3号館

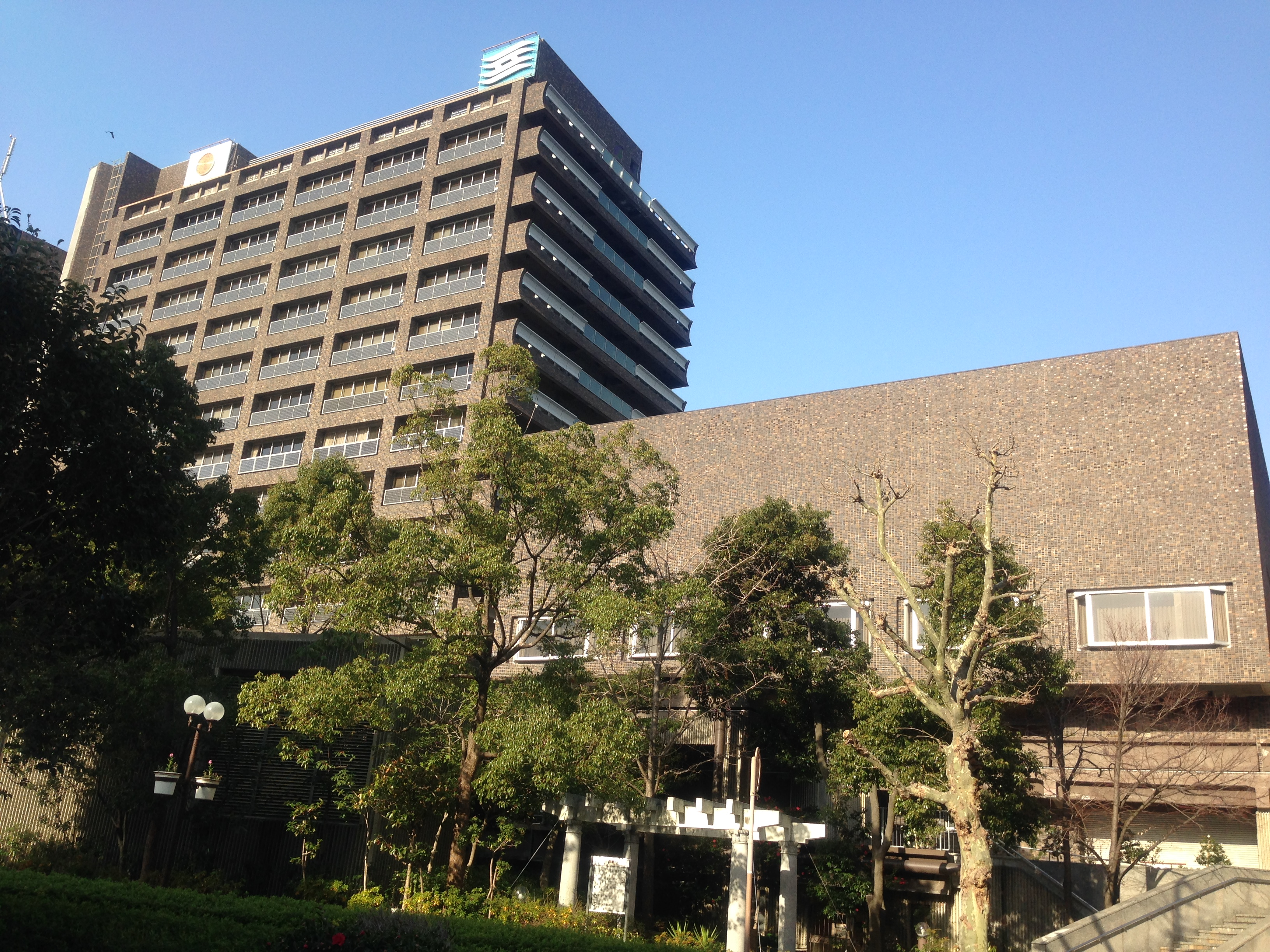
2号館（左）と兵庫県議会棟。いずれも1970年落成

1〜3号館は地下通路で繋がっている。

### 1号館
- 企画県民部
- 健康福祉部
- 産業労働部
- 農政環境部
- 県土整備部
- 出納局
- 企業庁
- 収用委員会
- 兵庫県庁内郵便局
- 三井住友銀行神戸公務部兵庫県庁出張所

### 2号館
- 知事室
- 企画県民部管理局・企画財政局
- 健康福祉部青少年課
- 記者会見室
- みどり展望園

### 3号館
- 教育委員会
- 人事委員会
- 監査委員事務局
- 労働委員会
- 企画県民部情報企画課システム管理室
- 農政環境部環境影響評価室
- 県議会各会派控室
- ヘリポート

県議会棟
- 本会議場
- 委員会室
- 県議会事務局

### 西館
1・3階の連絡通路で1号館と繋がっている。
- 企業庁水道課・分譲推進課・立地推進課
- 病院局
- 入札室

## アクセス

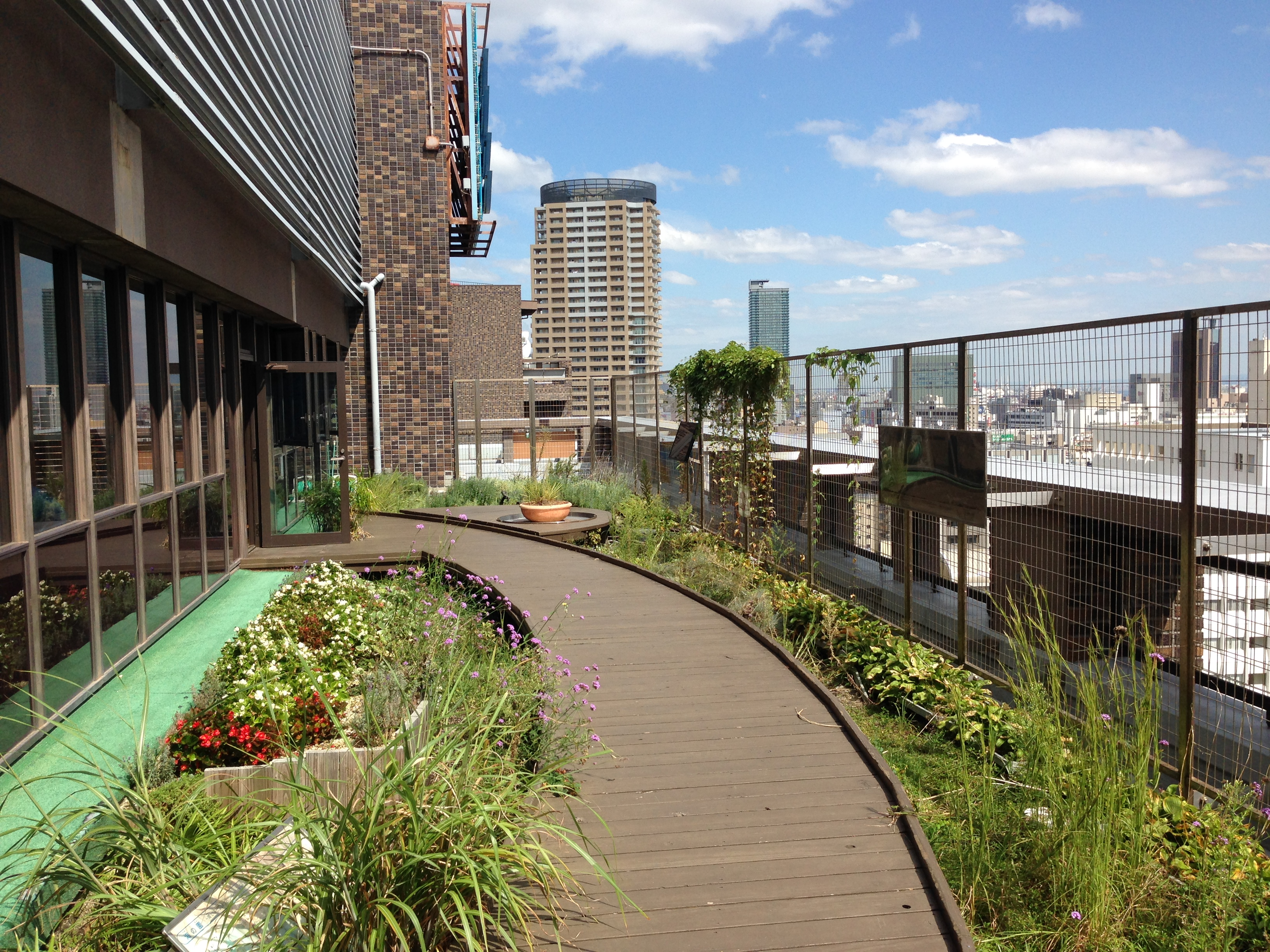
2号館13階・みどり展望園

神戸市営地下鉄西神・山手線県庁前駅下車すぐ。もしくはJR神戸線・阪神本線元町駅下車、北へ徒歩8分。

## 周辺
- 兵庫県警察本部
- 兵庫県民会館
- 兵庫県職員会館
- 災害対策センター
- 神戸市立神戸生田中学校
- 四宮神社
- 兵庫県神戸総合庁舎（神戸農林振興事務所） - 本庁舎から西に約160メートル。

## 支庁舎・総合庁舎

兵庫県県民局及び県民センターの管轄区域図。点線は旧・摂津国、丹波国、播磨国、但馬国、淡路国、備前国、美作国の国境（幕末期）。

県内各地の総合庁舎および主要な支庁舎を挙げる。詳細は各県民局・県民センターの項目を参照。
神戸県民センター管内
- 新長田合同庁舎（神戸市長田区） - 神戸市と共同使用。
- 神戸総合庁舎（神戸市中央区）
- 西神戸庁舎（神戸市長田区）

阪神南県民センター管内
- 尼崎総合庁舎（尼崎市）
- 西宮庁舎（西宮市）

阪神北県民局管内
- 宝塚総合庁舎（宝塚市）
- 三田庁舎（三田市）
- 伊丹庁舎（伊丹市）

東播磨県民局管内
- 加古川総合庁舎（加古川市）

北播磨県民局管内
- 社総合庁舎（加東市）
- 三木庁舎（三木市）

中播磨県民センター管内
- 姫路総合庁舎（姫路市）
- 福崎庁舎（神崎郡福崎町）

西播磨県民局管内
- 西播磨総合庁舎（赤穂郡上郡町）
- 龍野庁舎（たつの市）

但馬県民局管内
- 豊岡総合庁舎（豊岡市）
- 和田山庁舎（朝来市）
- 新温泉庁舎（美方郡新温泉町）
- 八鹿庁舎（養父市）

丹波県民局管内
- 柏原総合庁舎（丹波市）
- 篠山庁舎（丹波篠山市）

淡路県民局管内
- 洲本総合庁舎（洲本市）

上記の他、明石庁舎（明石市）・西脇庁舎（西脇市）・山崎庁舎（宍粟市）が設けられていたが、2001年（平成13年）の10県民局体制発足時に明石庁舎は健康福祉事務所（保健所）・西脇庁舎は健康福祉事務所と農業普及改良センターのみに機能が縮小された。山崎庁舎は廃止時に宍粟市が全館を買い上げ、現在は宍粟市役所北庁舎として使用されている。

### ギャラリー

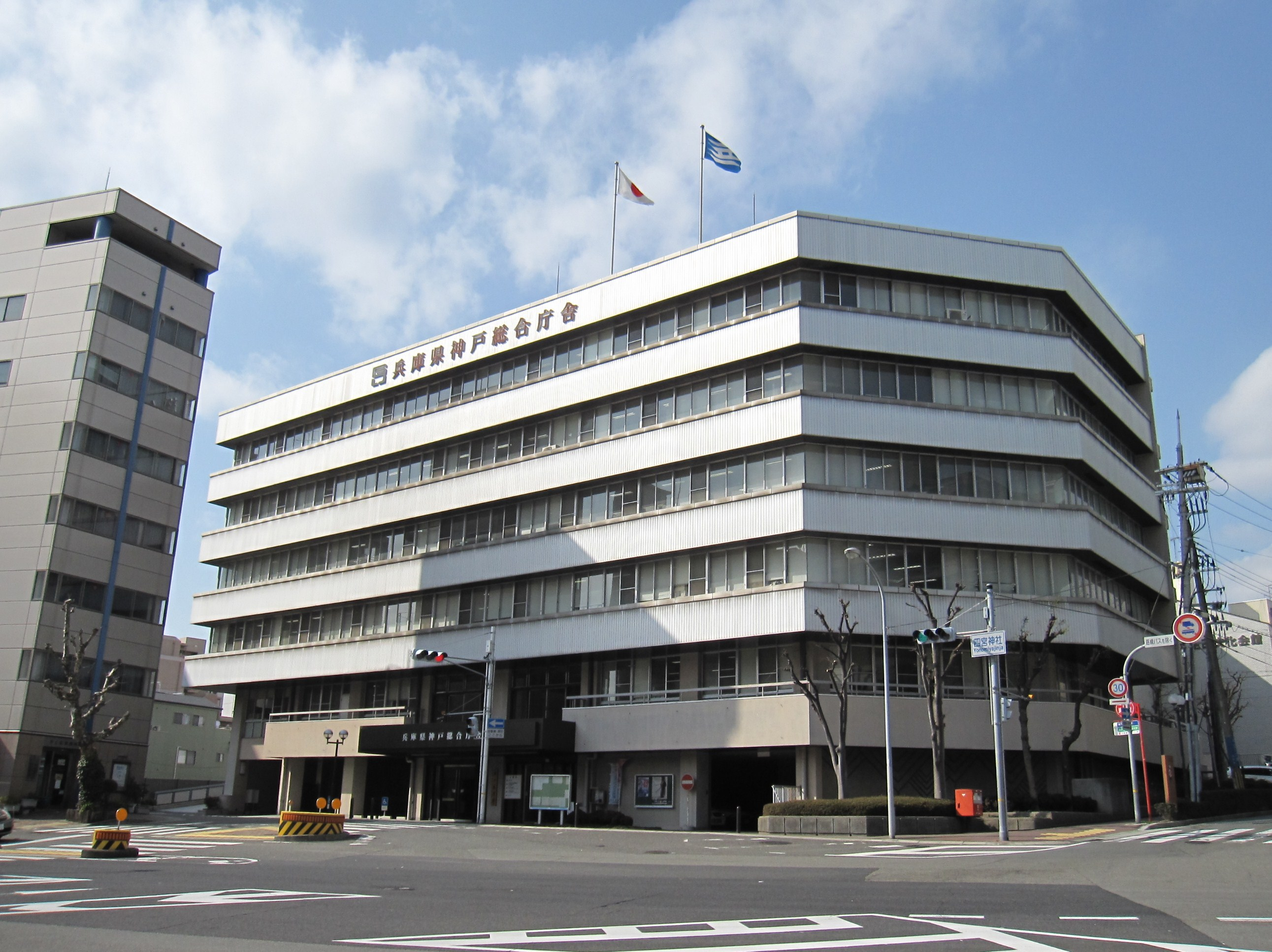
神戸総合庁舎
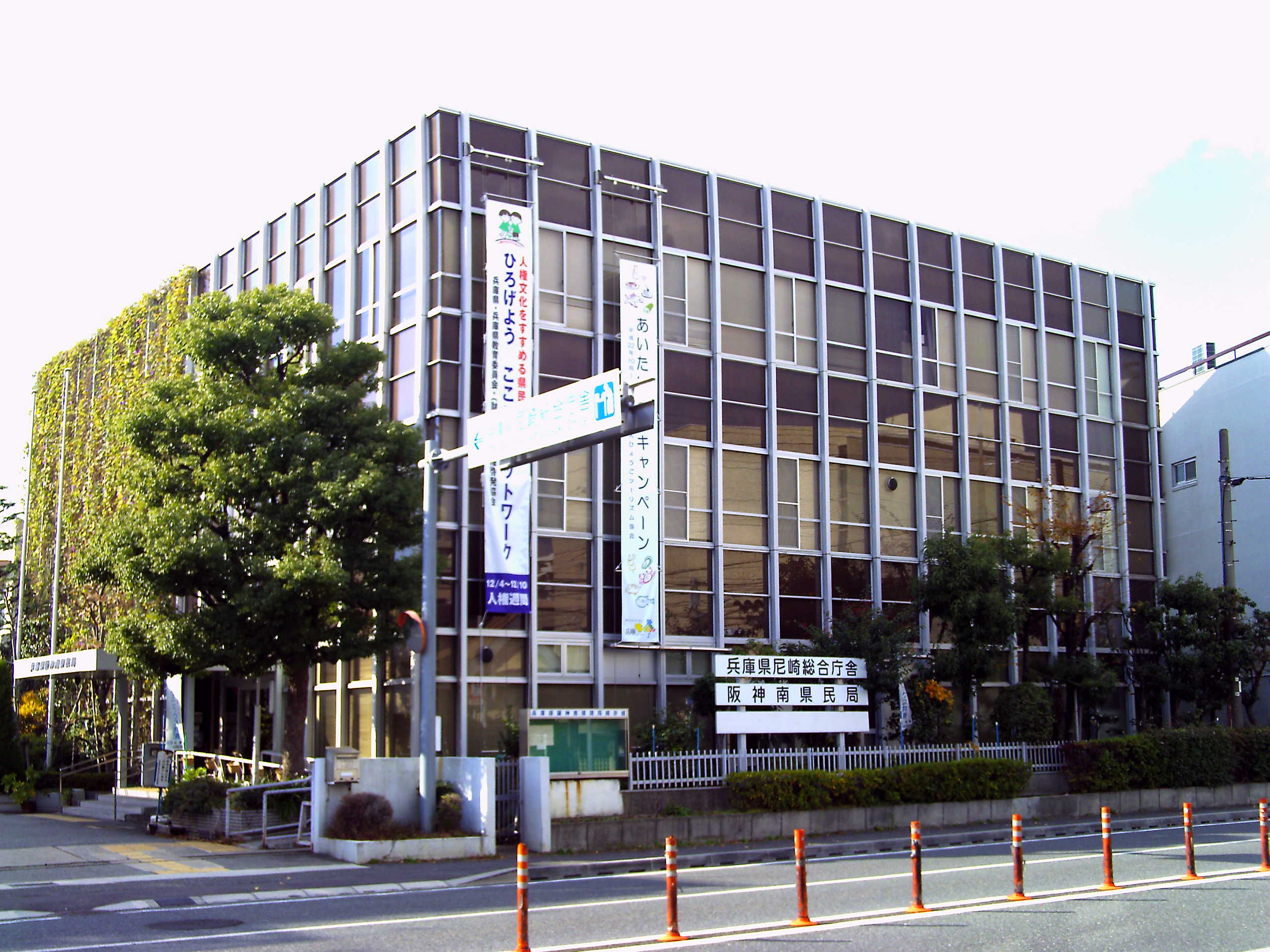
尼崎総合庁舎
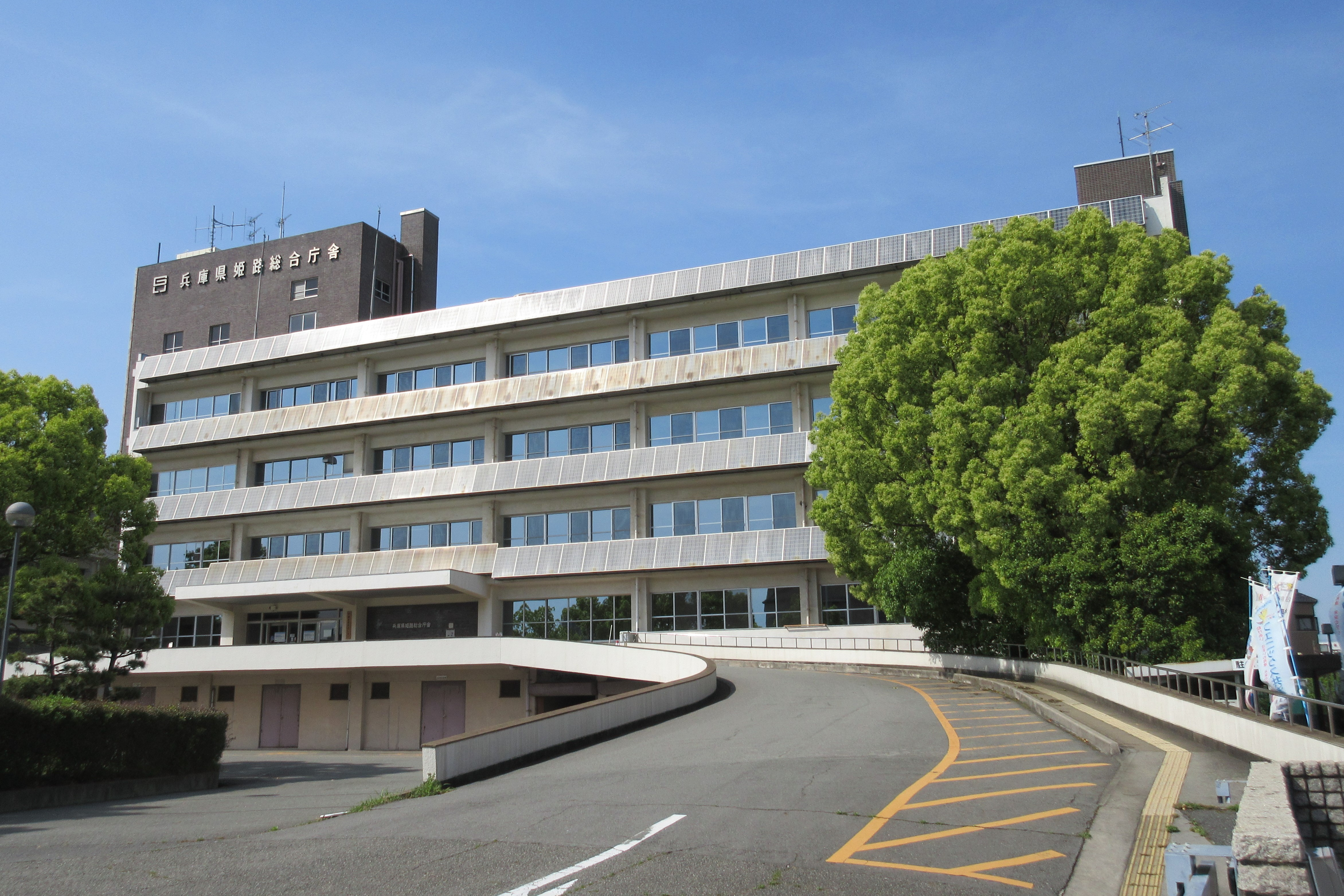
姫路総合庁舎
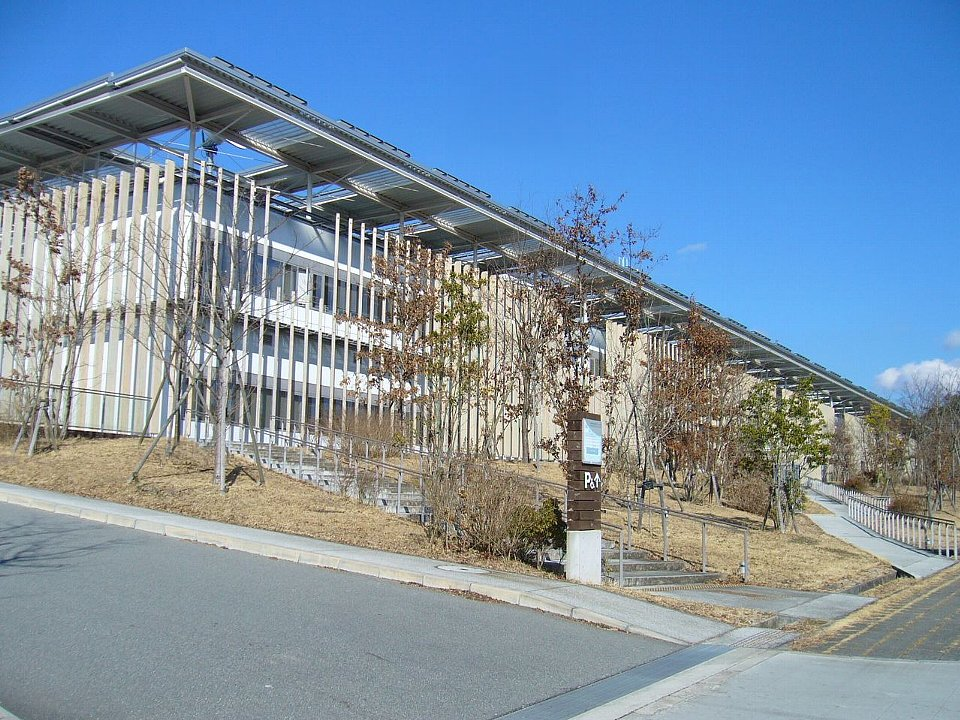
西播磨総合庁舎
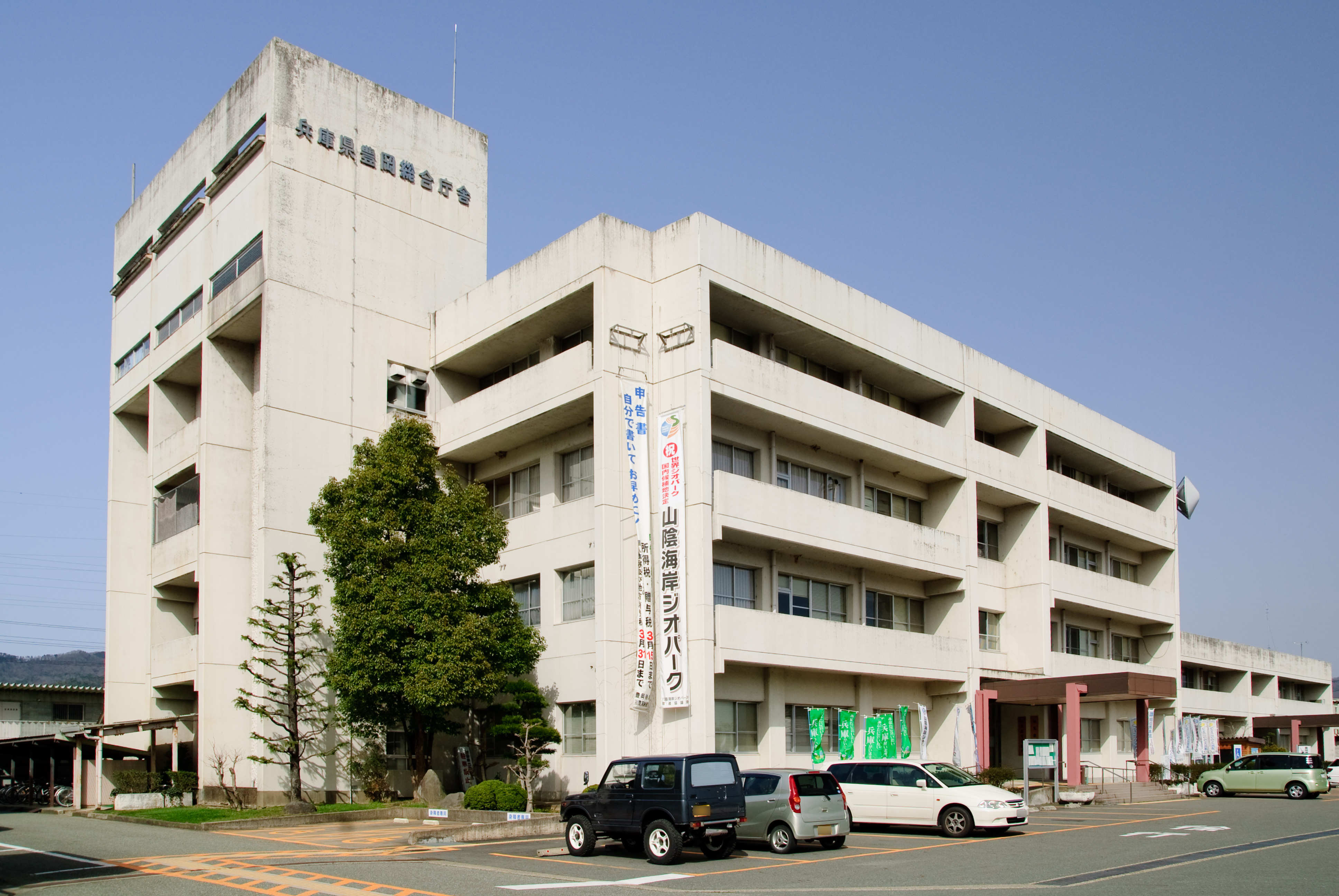
豊岡総合庁舎
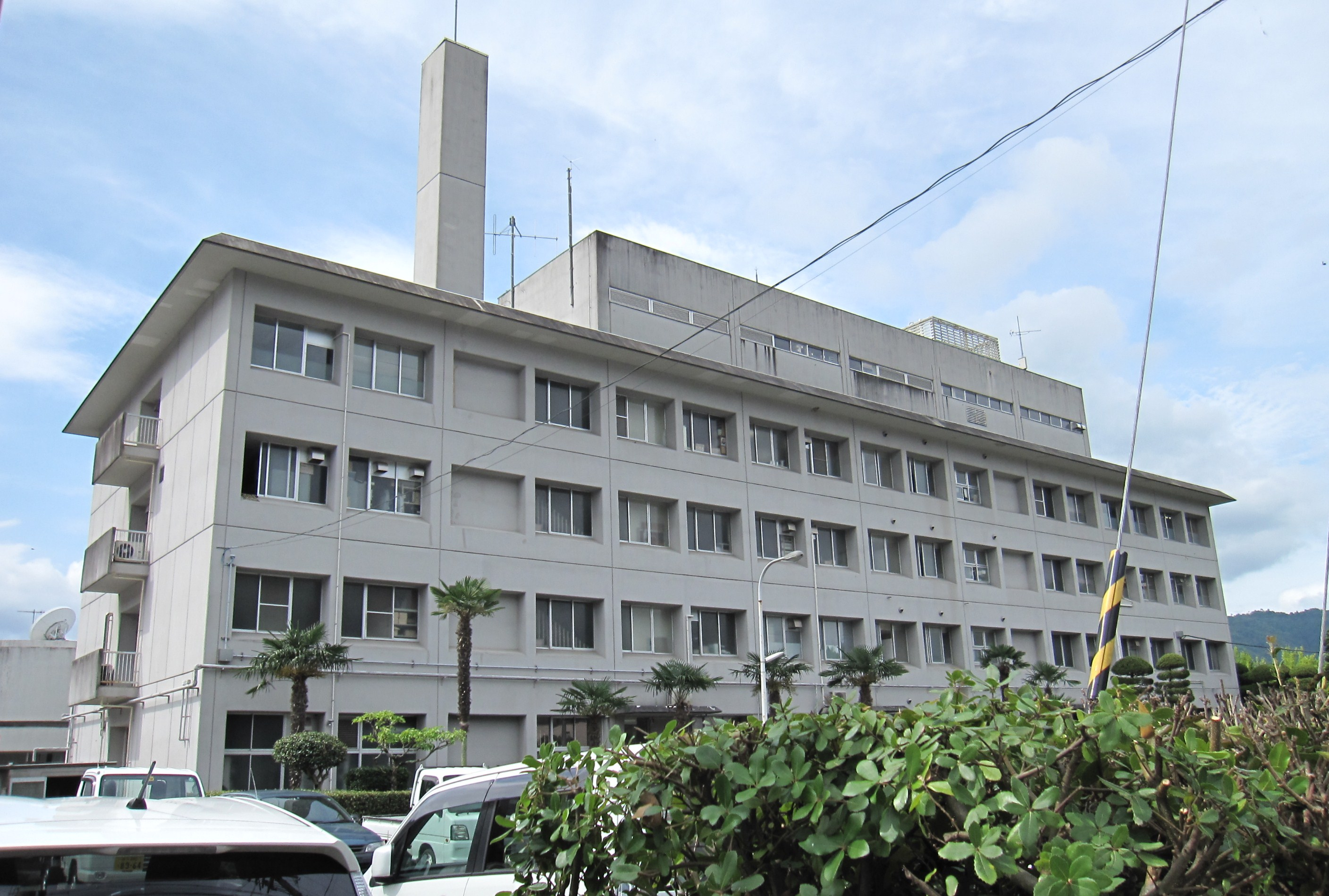
柏原総合庁舎
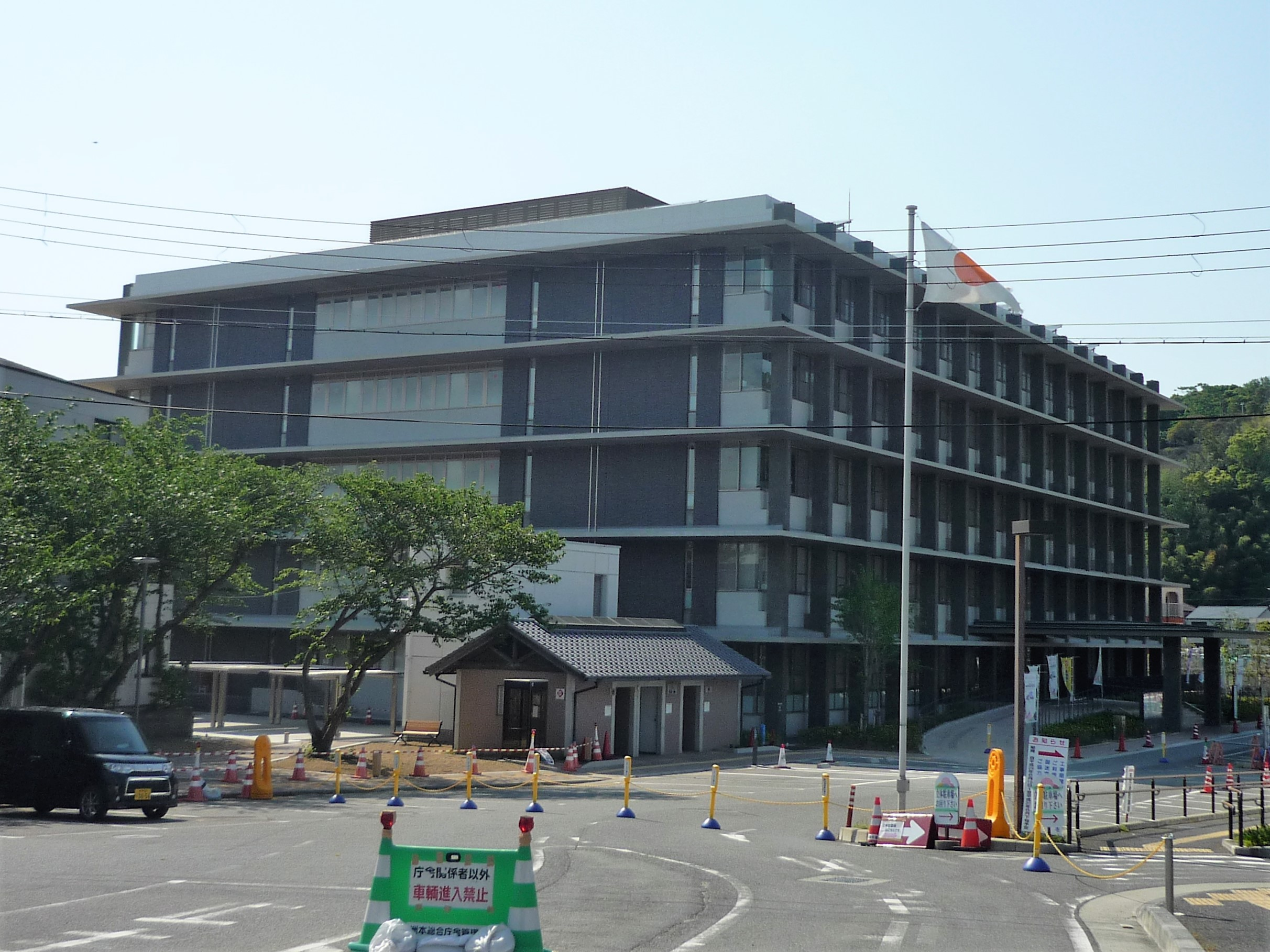
洲本総合庁舎